# 岡部涼音
岡部涼音（1984年11月4日—），日本男性配音員，隸屬於尾木Pro THE NEXT，出身於千葉縣。

## 演出作品

### 電視動畫
2005年
- 涼風（部員）

2006年
- 奇幻魔法Melody：轉轉旋律魔法牌（平）
- 妖逆門（華院甍、膝蛮）
- 暮蟬悲鳴時（醫生、男A、店長）
- Happiness!（學生）
- 家庭教師HITMAN REBORN!（學生會會長、第2代首領、黑手黨、店長、隊員、オペレーター、係員、不良A）

2007年
- 奇幻魔法Melody：輕鬆舒暢♪（プン鍋）

2008年
- 遊☆戲☆王5D's（直升機駕駛、保安、囚人、收容者、死羅、博爾格 他）
- 奇幻魔法Melody（ガマ蛙、巨大西瓜）
- 吸血鬼騎士 Guilty（元老院的男人、夜会的客人、吸血鬼、李土的下僕）

2009年
- 續 夏目友人帳（小妖怪、青年、男學生、長鼻面具的妖怪）
- 毎日かあさん（父親、主持人、正義忍者、披薩店）
- 寶石寵物（學生會男委員、優安・巴克雷卡、電影院管理人、不良、社会の先生、宝石店店員、ダニエル、アナウンサー、大久保、男、父親、怪獸、關導演）
- 海貓悲鳴時（黒服B）

2010年
- 寶石寵物2（村人）

2011年
- 夏目友人帳 叁（獅子臉妖怪、男學生）

2012年
- 夏目友人帳 肆（東方的猿面、教師）
- 超譯百人一首戀歌（主殿寮、紫式部的父親）

2014年
- 蟲師 特別篇 蝕日之翳（男）
- 戰國無雙SP 真田之章（傳令兵）

2015年
- 純情羅曼史3（面試官、董事、攝影師）
- 見習神仙 秘密的心靈（宮本勝、老人）

2016年
- 見習神仙 秘密的心靈（速遞員、ポッポ君、MC、作業員、部員、メリー）
- DAYS（白鳥直樹、裁判）[1]
- 夏目友人帳 伍（眾除妖人、獸顏妖怪）

2017年
- 夏目友人帳 陸（男高中生、戴著面具的妖怪）

### OVA
2008年
- 神槍少女 -IL TEATRINO- OVA（保鏢）

2011年
- 這個男子，能與宇宙人作戰

2017年
- 夏目友人帳 遊戲之宴（豬顏妖怪）

### 動畫電影
2011年
- 網球王子 決戰英國網球城！

2012年
- 放課後ミッドナイターズ（日语：放課後ミッドナイターズ）

### 網路動畫
2017年
- 寶可夢世代（約格斯）

### 遊戲
2008年
- 牧場物語 歡迎來到風之市集（勞埃德、斯圖爾特）

2009年
- 遊戲王5D's TAG FORCE 4（一般角色）

2010年
- 遊戲王5D's TAG FORCE 5（一般角色）

2011年
- 遊戲王5D's TAG FORCE 6（一般角色）

2023年
- 守望傳說(丹尼)

### 外語配音
2008年
- 幽靈人間

### 廣播
- 純子と涼のアシタヘストライク!（日语：純子と涼のアシタヘストライク!）（第二代助手）

### CD

#### 廣播劇CD
2016年
- けいさつのおにーさん（日语：けいさつのおにーさん）（孫）

## 外部連結
- （日語） 岡部涼音の声優奮闘記！！ （页面存档备份，存于）
- （日語） 岡部 涼音 プロフィール （页面存档备份，存于）